# Carnival Magic
 (novembre 2020).
Le Carnival Magic est le second navire de la classe Dream de la compagnie de croisière Carnival Cruise Lines, commandé au chantier naval italien de la société Fincantieri.
La classe Dream regroupe les Carnival Dream  et ses sister-ships le Carnival Magic, le Carnival Breeze et bientôt le Costa Diadema
Le Carnival Magic est entré en service en 2010, avec une série de croisières en Méditerranée avant de rejoindre New York et les Caraïbes.
Ce navire est l'un des trois plus grand navire jamais construit pour la société Carnival Cruise Lines.

## Description
Le Carnival Magic possède 14 ponts :
- Pont 1 - Riviera (Cabines)
- Pont 2 - Main (Cabines)
- Pont 3 - Lobby (Espaces publics : Théâtre, Lobby bar, Bureau des Excursions, Réception ouverte 24h/24h, deux restaurants)
- Pont 4 - Atlantic (Espaces publics : Théâtre, Galerie Photos, Club Lounge, Bibliothèque, Centre de Conférences, deux restaurants, Arcade Vidéo et Club O2)

- Pont 5 - Promenade (Espaces publics : Théâtre, The Fun Shops, Casino, Sushi Bar, The Kiosk, Sandwich Bar et Café Terrasse extérieur, Promenade extérieure et intérieure, Discothèque, Jazz Club, Piano Bar, Grand Salon Arrière et Bar à Vins)
- Pont 6 - Upper (Cabines)
- Pont 7 - Empress (Cabines)
- Pont 8 - Veranda (Cabines)
- Pont 9 - Vista (Cabines)
- Pont 10 - Lido (Espaces publics :Piscine centrale et Bains à remous, Restaurant Buffet Lido, Piscine Arrière et Bains à remous, Grill)

- Pont 11 - Panorama (Espaces publics: Cabines Spa Cloud 9 et Bains à remous, Clubs Enfants Camp Carnival, Restaurant Buffet Lido)
- Pont 12 - Spa (Espaces publics: Spa & Centre Fitness et Cabines Spa Cloud 9,Waterworks, tobbogan, Seaside Theater (Cinéma Extérieur), Mini Golf, Splash Park, Restaurant Alternatif Supper club)
- Pont 13 - Sun (Espaces publics: Centre Fitness & Spa Cloud 9, Solarium et Terrain de Sports)
- Pont 14 - Sky (Espaces publics: Bains à remous, Solarium et Waterworks)

Le Carnival Magic possède quelques différences notables par rapport au premier de la classe, le Carnival Dream. Tout d'abord, le nombre de canots de sauvetage a diminué (de 30 à 18) car ils ont été remplacés par des double-canots, soit des embarcations deux fois plus grandes, sur cette unité. Il a aussi vu la naissance de 23 cabines en plus, et on aperçcoit au-dessus du terrain de basketball une structure en arc de cercle (derrière la cheminée) contrairement au Carnival Dream, où une structure rectangulaire qui prend place.